# Aerosani

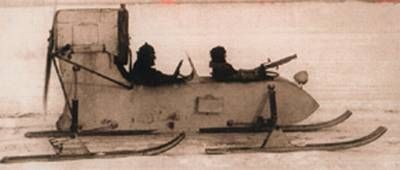
Le RF-8, un petit modèle datant de la Seconde Guerre mondiale

Un aerosani (russe аэросани [aerosani], « traîneau aérien ») est un type d'autoneige porté par des skis et propulsé par une hélice aérienne.
Les aerosani ont été employés par l'Armée rouge soviétique pendant la guerre d'Hiver et la Seconde Guerre mondiale pour les communications (liaison), pour des distributions de courrier (transport), pour patrouiller sur la frontière au nord de la Russie (reconnaissance), pour l'évacuation sanitaire en condition extrême et pour les loisirs.

## Histoire
Vers 1910, Igor Sikorsky fabrique son aerosani, un aéroglisseur équipé d'un moteur Anzani de dix chevaux (Alessandro Anzani étant le pionnier des moteurs en étoile qui deviendra plus tard un pionnier des hélicoptères). L'aerosani est un véhicule léger, de contreplaqué, monté sur des skis et muni à l'avant d'un moteur et d'une hélice d'avion.
Une petite série de ces engins sur skis furent produits au cours des années 1915 à 1916 et utilisés lors de la Première Guerre mondiale sur le front russe. Certains furent équipés d'une mitrailleuse sur le toit. Ils pouvaient transporter de quatre à cinq personnes et en remorquer quatre autres sur des skis. Entre 1919 et 1932, les concepteurs développèrent un certain nombre de types d'aerosani qui furent utilisés dans l'économie nationale et dans l'Armée rouge, en particulier durant les années 1940 et 1950.
Au début de la Seconde Guerre mondiale, l'Union soviétique fabriqua en masse des traîneaux à hélice. En 1941, l'Armée rouge créa les premiers bataillons aerosani qui furent utilisés pour des tâches importantes. Pendant la Grande Guerre patriotique, l'Armée rouge avait l'équivalent de 6 divisions d'aerosani de combat répartis en 70 bataillons. Cette technologie n'était pas utilisée par les troupes germano-finlandaises, qui n'en avaient pas réalisé l'importance, mais qui possédaient en revanche quelques troupes à ski, comme les Soviétiques.
Les aerosani permettaient des attaques en profondeur, frappaient l'infanterie ennemie à des kilomètres en arrière de la ligne de front et pouvaient se déplacer là où les chars, véhicules et chevaux ne pouvaient pas aller. On considère qu'un bataillon d'aéroglisseur allait au moins trois fois plus vite que les troupes à ski. L'armée soviétique fut équipée des NKL-16 (ru) de transport et des NKL-26 (en) de combat, mais également de NKL-23 et RF-8 (en).
Le 14 mars 1943, le commandant du 53e bataillon de combat d'aerosani reçut l'ordre d' « utiliser une compagnie de combat d'aérosani soutenu par un groupe d'assaut d'infanterie pour effectuer une attaque surprise sur Navolok et capturer des prisonniers ». Le 15 mars à 3 h 30 du matin, un groupe de 15 aérosanis de combat, armés de mitrailleuses lourdes plus 40 autres aérosanis de transport et des machines plus légères accompagnés d'infanterie à cheval se dirigèrent vers Jeleznyy et l'île de Navolok, pour effectuer cette mission. Les unités restantes continuèrent d'effectuer des patrouilles sur la rive est du lac Ilmen. Le groupe de combat s'égara au milieu de l'immensité blanche et émergea au sud de Spaspiskopec[Où ?]. Au lieu de retrouver son chemin, le commandant décida de mener une attaque surprise sur les lignes allemandes de Spaspiskopec. Après avoir déposé l'infanterie, les aerosani partirent à l'assaut des positions ennemies, soutenus par les troupes d'infanterie restées en couverture. L'apparition soudaine de ce groupe d'assaut sema la panique chez les défenseurs, permettant à l'infanterie de pénétrer dans le village. Les défenseurs s'étant organisés, ils ouvrirent le feu sur le groupe d'assaut avec des mitrailleuses, des mortiers et de l'artillerie. Après 40 minutes d'attaque, les Soviétiques se retirèrent en ayant fait plusieurs prisonniers. Les Allemands perdirent cinq nids de mitrailleuses et une trentaine d'hommes.
On relève leur utilisation également lors de la bataille de Moscou et de l'opération Iskra.
Durant les années 1950 et 1960, la production en série commença. Les aerosani ont un corps métallique monté sur trois ou quatre skis. Le guidage pour tourner les skis est sur la proue, le moteur et l'hélice sont situés à la poupe. Dans le cas de l'aerosani amphibie, le corps sur les skis est remplacé par un seul ski-bateau pour une plus grande mobilité, ce qui permet de déplacer le traîneau non seulement sur la neige poudreuse, mais aussi sur l'eau des rivières peu profondes, les zones marécageuses, la glace avec des zones d'eau libre, et la glace brisée. Les aerosani amphibies sont guidés par un gouvernail situé à l'arrière.
Les aerosani étaient capables de transporter 600 kg, avec une autonomie de 500 km, à une vitesse pouvant dépasser 100 km/h sur la neige et 80 km/h sur l'eau. En Russie, et en particulier en Sibérie, où il n'y a pas de routes, l'aerosani amphibie et les autres modèles sont utilisés pour les communications, pour le transport du courrier, des personnes et des marchandises, pour les patrouilles militaires, etc. Certains furent utilisés aux mêmes fins dans les pays scandinaves, le Canada et l'Alaska.